# لحمره الغبرة (بروم ميفع)
'

تعديل مصدري - تعديل

لحمره الغبرة هي إحدى قرى عزلة ميفع بمديرية بروم ميفع التابعة لمحافظة حضرموت، بلغ تعداد سكانها 209 نسمة حسب تعداد اليمن لعام 2004.